# T'Pau (gruppo musicale)

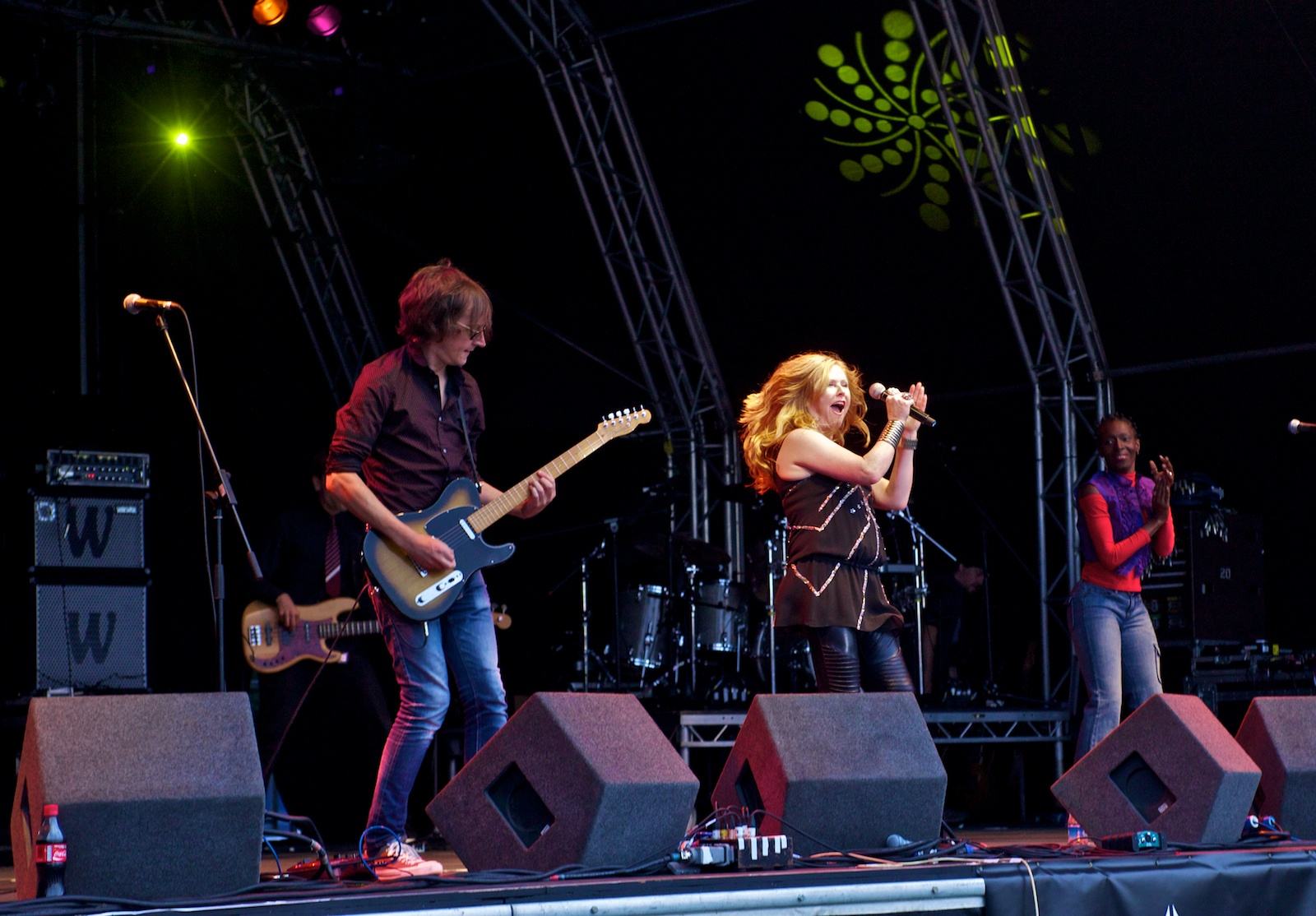
T'Pau, 2010

I T'Pau sono un gruppo musicale pop britannico fondato nel 1986.
Formati nello Shropshire, in Inghilterra, dalla cantante Carol Decker e dal chitarrista Ron Rogers, entrambi anche autori, si chiamano dapprima Talking America, poi T'Pau, dal nome di un personaggio di Star Trek.
Il singolo di debutto, Heart and Soul, inizialmente ottiene scarso successo in Inghilterra, ma sfonda negli USA raggiungendo il quarto posto della U.S. Billboard Hot 100 Chart come colonna sonora di uno spot per un noto marchio di abbigliamento. Successivamente ottiene grande successo anche in Inghilterra.
L'anno successivo raggiungono il primo posto della Official Singles Chart col singolo China in Your Hand, che diviene una hit in tutta Europa, ma non ottiene altrettanto successo negli USA.
L'album Bridge of Spies del 1987 fu uno dei best seller dell'anno, e fece vincere al gruppo parecchi premi nell'ambito dell'industria discografica britannica. L'album contiene molti singoli di successo, tra cui Valentine, Sex Talk e I Will Be With You.
Nel 1988 esce l'album Rage, lanciato dal singolo Secret Garden. L'album successivo, The Promise esce nel 1991, e poco dopo il gruppo si scioglie. La Decker riformerà i T'Pau nel 1998 con altri musicisti, e da allora mantengono una regolare attività di concerti dal vivo in Inghilterra.
La Decker inoltre intraprende anche una carriera televisiva comparendo in diversi show musicali britannici, mentre il chitarrista Dean Howard accompagna il cantante dei Deep Purple, Ian Gillan, in tour e in studio.
Nel 2008, in occasione del 20º anniversario del primo successo del gruppo, Carol Decker e Ron Rogers hanno pubblicato il singolo Just Dream, scaricabile esclusivamente dal loro sito.

## Componenti
- Carol Decker (10 settembre 1957, Liverpool) – cantante, autrice
- Dean Howard (7 maggio 1961, Greenwich) – chitarrista
- Ronnie Rogers (13 marzo 1959, Shrewsbury) – chitarrista, autore
- Michael Chetwood (26 agosto 1954, Telford) – tastiere
- Paul Jackson (8 agosto 1961, Telford) – basso
- Tim Burgess (6 ottobre 1961, Macclesfield) – batteria
- Taj Wyzgowski – chitarra solista nell'album Bridge of Spies.

## Discografia

### Album
- 1987 - Bridge of Spies
- 1988 - Rage
- 1991 - The Promise
- 1998 - Red

### Singoli
- 1987 - Heart and Soul
- 1987 - Intimate Strangers
- 1987 - Heart and Soul (riedizione)
- 1987 - China in Your Hand
- 1988 - Bridge of Spies (solo Germania)
- 1988 - Valentine
- 1988 - Sex Talk (live)
- 1988 - I Will Be With You
- 1988 - Secret Garden
- 1988 - Road to Our Dream
- 1989 - Only the Lonely
- 1991 - Whenever You Need Me
- 1991 - Walk on Air
- 1991 - Soul Destruction
- 1991 - Only A Heartbeat (solo Giappone)
- 1993 - Valentine (riedizione)
- 1997 - Heart and Soul '97
- 1998 - With a Little Luck
- 1999 - Giving Up the Ghost

## Raccolte
- 1993 - Heart and Soul - The Very Best of T'Pau
- 1997 - The Greatest Hits
- 2003 - Greatest Hits Live
- 2005 - Hits (riedizione di The Greatest Hits del 1997)